# San Antonio (Albacete)
San Antonio es un núcleo de población del municipio de Albacete (España) situado al oeste de la capital.
Está situado junto a la autovía A-32. Según el Instituto Nacional de Estadística, tiene 7 habitantes (2016).